# Didi auf vollen Touren
Didi auf vollen Touren ist eine deutsche Filmkomödie des Regisseurs Wigbert Wicker aus dem Jahr 1986 mit Dieter Hallervorden.

## Handlung
Der Lagerarbeiter Didi, der viele Jahre am Firmensitz des Fuhrunternehmers Grueter tätig war, will sich nun endlich seinen großen Berufswunsch erfüllen: als Fernfahrer mit eigenem Laster, den er sich mittels Ersatzteilen aus Grueters Lager gebaut hat. Die dazu notwendige Fahrprüfung zu Filmbeginn gestaltet sich recht turbulent, da der Prüfer mit Kopfhörern und tragbarem Fernseher lieber ein Fußballspiel verfolgt. Im Glauben, der Prüfer würde ihn über Video beobachten, missdeutet Didi dessen Spielkommentare als Anweisungen, befolgt diese genau, ungeachtet des regulären Straßenverlaufs oder des Gegenverkehrs – und erhält am Ende der turbulenten Fahrt vom weiterhin abgelenkten Fahrprüfer zudem noch die Unterschrift zu dem Führerschein.
Zeitgleich werden in einem Werk des Industriekonzerns Chemie AG hochexplosive Giftmüllfässer mit Cyanmesytyloxid verladen, wobei der Kranfahrer das Fußballspiel ebenfalls verfolgt. Als ein Tor fällt, führt dieser vor Freude eine unachtsame Fehlbedienung aus, wodurch ein Fass zu Boden fällt und explodiert. Um den entstandenen Medienrummel möglichst gering zu halten, beauftragt Konzernchef Müller seinen Abteilungsleiter Schulz mit der Angelegenheit. Schulz setzt daraufhin Grueter unter Druck, 50 Giftmüllfässer heimlich zu einer Deponie in Frankreich zu transportieren. Da dieser keine freien Fahrer mehr hat, greift Grueter auf Didi zurück und verspricht ihm dafür eine künftige gleichwertige Partnerschaft im Unternehmen. Im Glauben, nur Altöl zu befördern, übernimmt Didi die Lieferung. Parallel dazu informiert Schulz die Presse über den Giftmülltransport gen Frankreich. Derart aufgeschreckt mobilisiert der zuständige französische Minister die Polizei, wonach der tumbe Kommissar Bontemps (Sein Running Gag „Ich bin’s, der hier die Fragen stellt!“) u. a. die als Ziel gedachte Deponie überwacht.
Angesichts der Polizeipräsenz missdeutet Marcel, ein Angestellter der besagten Deponie, diese dahingehend, dass man dem Mülltransport auf die Schliche gekommen ist und passt Didi und dessen Laster ab. Zwischen Didi und dem als Möchtegern-Casanova auftretenden Marcel herrscht anfangs starke Antipathie, da Marcel Didi über die Ladung in Unkenntnis lässt. Diesem kommen bald Zweifel an seinem Auftrag: Erst wird er mit seiner Ladung in einer Deponie nach der anderen abgewiesen, dann machen ihm und Marcel zwei pedantische Motorradpolizisten in Bontemps’ Auftrag das Leben schwer, und zu guter Letzt versucht Marcel mehr als einmal, den Sattelzug zu entführen. Didi gelingt es schließlich, Marcel mittels eines riskanten Fahrstils die Wahrheit zu entlocken: Didi ist mit hochexplosivem Giftmüll unterwegs, und Grueter hat auf ihn die ganze Verantwortung abgewälzt.
In die Enge getrieben raufen sich Didi und Marcel zusammen, um die Ladung irgendwie loszuwerden. Dabei macht sich beim Passieren eines kleinen Bergdorfes eines der Fässer selbständig und rollt in ein Bistro. Genau in diesem Moment schließt der Lokalinhaber eine Gasflasche an, die durch eine unachtsam fallengelassene Zigarette detoniert. Das hat zur Folge, dass Didi und Marcel glauben, ihr Fass hätte – erwartungsgemäß – die Explosion ausgelöst. Der neuerliche Medienrummel diesbezüglich lässt Firmenchef Müller an Schulz’ Aktivitäten zweifeln. Der klärt seinen Boss aber auf: Didi transportiert tatsächlich nur Altöl. Die Lüge um den vermeintlichen Giftmüll war eine Finte, um die Presse auf den Sattelzug anzusetzen und von der Chemie AG abzulenken. Schulz benötigt nämlich die dadurch gewonnene Zeit (in diesem Fall noch 24 Stunden), um die tatsächlichen Giftfässer auf ein Schiff zu verladen und über den Rhein außer Landes zu bringen.
Damit das Ablenkungsmanöver auch weiterhin klappt, fährt Schulz nach Frankreich, um Didis LKW weiterhin vor Zugriff von Polizei und Presse zu schützen. So fingiert er eine Baustelle und leitet so die Polizei um Kommissar Bontemps zu einem Bauernhof. Trotz allem verunglücken Didi und Marcel mit dem Laster, als sie einer Polizeikontrolle zu entgehen versuchen und einen Abhang herunterstürzen. Schulz disponiert daraufhin um, um noch mehr Zeit zu gewinnen: Er teilt der Polizei den Aufenthaltsort von Didi und Marcel mit, wonach Bontemps beide festnimmt und er den Medien sowie dem Minister später die vermeintlichen Giftfässer präsentieren will. Doch auch hier kommt ihm Schulz zuvor, der die Ölfässer abtransportieren lässt.
Der blamierte Bontemps sieht angesichts der Medienpleite nur eine Möglichkeit der Bereinigung: Er weist seine Motorradpolizisten an, Didi und Marcel „unabsichtlich“ freizulassen, was nach anfänglichen Schwierigkeiten funktioniert. Auf diese Weise erhofft sich Bontemps, dass beide ihn zu den verschwundenen Fässern führen. Didi und Marcel machen sich tatsächlich auf die Suche, stoßen in einem Weinkeller aber nur auf Schulz, der beide hier einsperrt, in einer Keltermaschine in Rotwein zu ertränken versucht und über die wahren Hintergründe aufklärt. Letztendlich gelingt Didi und Marcel die Flucht aus dem Keller.
Beide besteigen Didis LKW und fahren, verfolgt von Bontemps und seinem Polizeikorps, zum in Grenznähe fließenden Rhein, wo sie das Giftmüllschiff finden. In einem waghalsigen Stunt gelangt Didi mit der Zugmaschine auf einen ufernahen Schleppkahn, der durch die Wucht losgerissen und in den Kurs des Giftmüllschiffes getrieben wird. Der Frachter wird dadurch zum Stopp gezwungen und kann schließlich von der Polizei aufgebracht werden. Dadurch wird der Giftmüllskandal publik und schließlich aufgeklärt. Am Ende erfährt man, dass Kommissar Bontemps ausgezeichnet wird, Didi und Marcel ein eigenes Fuhrunternehmen gründen sowie die Chemie AG in Form von Müller und Schulz eine Geldstrafe erhalten. Die Giftmüllfässer verschwinden letztendlich spurlos, als Deutschland und Frankreich sie in Kooperation entsorgen lassen wollen.

## Hintergrund
- Das Titellied des Films heißt Crime on the highway und wurde von dem Filmkomponisten Uwe Borgwardt gesungen.[1] Es gab auch eine eingedeutschte Version namens Vollgas ins Chaos, die Hauptdarsteller Dieter Hallervorden selbst sang.[2]
- Bei Didis auffälligem LKW Marke Eigenbau handelt es sich um einen optisch aufgewerteten zweiachsigen LKW vom Typ Iveco Magirus 232 D.[3] Ursprünglich handelte es sich bei dem Fahrzeug um einen Kipper.
- In der Szene, wo ein angebliches Giftmüllfass in einem Lokal explodiert, wird in den Nachrichten von Glykol gesprochen, dessen Herkunft man sich nicht erklären könne. Das ist eine Anspielung auf den Glykolwein-Skandal.

## Synchronisation
Da der Film eine Koproduktion war, mussten die französischen Darsteller (sowie einige deutsche Akteure) nachsynchronisiert werden.
| Charakter              | Darsteller          | Synchronsprecher      |
| ---------------------- | ------------------- | --------------------- |
| Marcel                 | Bernard Menez       | Wolfgang Draeger      |
| Commissaire Bontemps   | Pierre Tornade      | Wolfgang Völz         |
| Polizist 1             | Sepp Schauer        | Rainer Brandt         |
| Polizist 2             | Peter Kuhnert       | Hermann Ebeling       |
| Wirt                   | Patrik Paroux       | Friedrich G. Beckhaus |
| Französischer Minister | Michel Bertay       | Friedrich Schönfelder |
| Chemiker               | Hubert Saint-Macary | Michael Christian     |
| Leon                   | Claude Evrard       | Arnold Marquis        |

## Kritiken
„Aneinanderreihung von Situationsklamauk (…). Veralberung von aktuellen Problemen der chemischen Umweltverschmutzung im krampfhaften Hallervorden-Stil.“

## DVD-Veröffentlichung
Der Film erschien am 18. Juli 2005 bei Turbine-Medien auf DVD. Auf dieser DVD befindet sich auch eine Tonspur auf Spanisch. Ferner erschien eine auf 9999 Stück limitierte Auflage, die auch eine englische Tonspur und eine Maxi-CD mit dem Soundtrack des Films sowie weitere Extras aufweist.